# جریب
جریب (به انگلیسی: Jerib یا Djerib) یک واحد سنتی اندازه‌گیری زمین در خاورمیانه و جنوب غربی آسیا است. اصطلاحی است که دهقانان برای اندازه‌گیری زمین از آن استفاده می‌نمایند در قدیم که واحدهای اندازه‌گیری مثل متر، پا و غیره وجود نداشت از طریق قدم زدن مساحت‌های خورد و کوچک را اندازه‌گیری می‌کردند و یک جریب مساوی است با 
۴٬۰۴۶ مترمربع. اما هم‌ اکنون در افغانستان از این واحد اندازه‌گیری استفاده می‌شود؛ استاندارد در افغانستان در هر ۲۰۰۰ متر مربع (۰٫۴۹ جریب) مقرر شده‌ است. در متون قدیمی زبان فارسی به صورت جریب و نیز گری به کار رفته‌ است و برخی روستاها و مناطق جغرافیایی ایران پسوند جریب دارند. واحدی از مساحت است که برای اندازه‌گیری زمین (مالکیت) به اندازه یک جریب فرنگی یا هکتار استفاده می‌شود. مانند بسیاری از واحدهای اندازه‌گیری سنتی، جریب در اصل از مکانی به مکان دیگر متفاوت بود. با این حال، در قرن بیستم، جریب به صورت منطقه ای، اگر نگوییم یکسان تعریف شده‌ است. در بسیاری از کشورهایی که به طور سنتی از آن استفاده می‌کردند، آن را با هکتار برابر می‌کنند، به عنوان مثال در ترکیه و ایران.
جریب تقریباً معادل سایر اقدامات مرسوم زمین در جنوب آسیا و خاورمیانه، بیگا هندی و ایکو سومری بود که بین ۱۶۰۰ تا ۳۶۰۰ متر مربع (۰٫۴۰ تا ۰٫۸۹ جریب) متغیر بود. این کلمه احتمالاً از عربی گرفته شده‌ است.

## تاریخی
محوطۀ سلطنتی اصفهان در ایران به دلیل وسعت سطح زیر کشت آبی، یعنی ۱۰۰۰ جریب، هزار جریب نام داشت.

## تبدیل‌ها
۱ جریب بین‌المللی برابر است با واحدهای متریک زیر:
- ۴٬۰۴۶٫۸۵۶۴۲۲۴ مترمربع
- ۰٫۴۰۴۶۸۵۶۴۲۲۴ هکتار

۱ جریب آمریکایی برابر است با:
- ۴٬۰۴۶٫۸۷۲۶۱ متر مربع
- ۰٫۴۰۴h۶۸۷۲۶۱ هکتار

یک جریب (هر دو مقدار) برابر با موارد زیر هست:
- ۶۶ فوت× ۶۶۰ فوت(۴۳٬۵۶۰ فوت مربع)
- ۱ زنجیر× ۱۰ زنجیر(۱ زنجیر= ۶۶ فوت= ۲۲ یارد= ۴ رود (واحد)= ۱۰۰ لینکز(واحد))
- یک جریب برابر است با ۲۰۸٫۷۱ فوت× ۲۰۸٫۷۱ فوت (یک مربع)
- ۴٬۸۴۰ یارد مربع
- ۱۶۰ perches. A perch is equal to a square رود (واحد) (۱ square rod is 0.00625 acre)
- ۱۰ مربع chains
- ۴ رود (واحد)
- A chain by a furlong (chain 22 yards, furlong 220 yards)
- ۱/۶۴۰ (۰٫۰۰۱۵۶۲۵) مایل مربع (۱ مایل مربع برابر است با ۶۴۰ جریب مربع)
- در ایران هر جریب شاه برابر نهصد متر مربع است و هر جریب رسم برابر هفتصد متر مربع است.
- در افغانستان هر جریب معادل ۲۰۰۰ متر مربع برابر ۶ دانگ است. یعنی زمینی با ابعاد ۵۰ متر در ۴۰ متر همچنان دانگ ۳۳۳٫۳۳۳ متر است. [نیازمند منبع]